# Mamoplastia de aumento

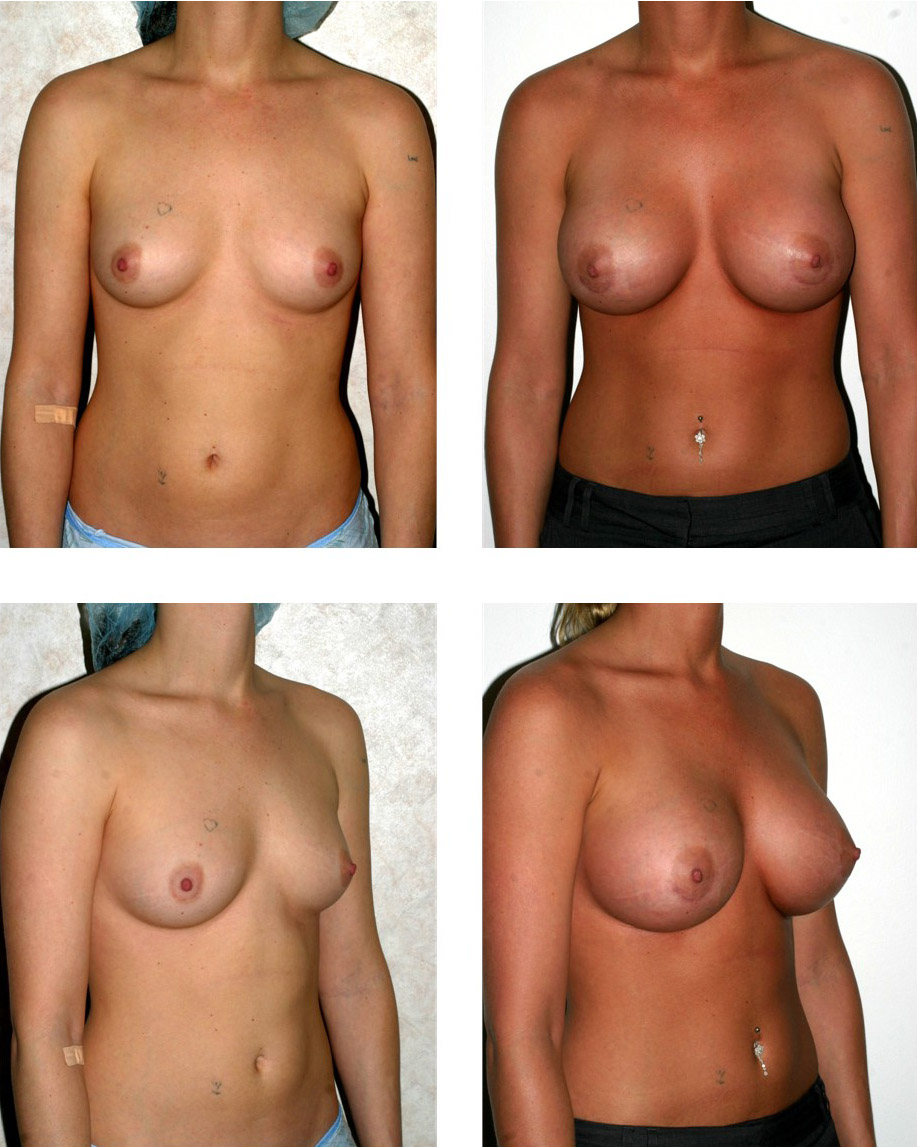
Pré-operatório (à esquerda) e pós-operatório (à direita).

Mamoplastia de aumento é um termo que refere-se a uma cirurgia plástica tanto para o implante de mama quanto para o enxerto de gordura, o qual é utilizado para aumentar o tamanho, remodelar e alterar a textura das mamas. Como reconstrução primária, a mamoplastia de aumento é aplicada para efetuar a reconstrução de mama após uma mastectomia, para a reparação de feridas nos seios como resultado da remoção de uma mama com câncer; para corrigir defeitos congênitos das mamas; e para corrigir defeitos congênitos da parede torácica. Como cirurgia eletiva cosmética, é aplicada para o aumento e para a mudança estética primária - em tamanho, forma e textura - da mama saudável.